# منطقه ۷ شهرداری تبریز
شهر تبریز به ۱۰ منطقه شهرداری تقسیم شده است. منطقه ۷ شهرداری تبریز با مساحتی بالغ بر ۲۸٫۹۲ کیلومتر مربع جمعیتی در حدود ۱۶۱ هزار نفر در جنوب غرب تبریز واقع شده است.

## تغییرات جمعیتی
منطقهٔ ۷ (جنوب غرب) تبریز یکی از مناطق ده‌گانهٔ شهرداری تبریز است. تغییرات جمعیت این منطقه براساس سرشماری‌های اخیر مرکز آمار ایران به شرح زیر است:
| نام منطقه                                    | جمعیت (۱۳۸۵) | جمعیت (۱۳۹۰) | جمعیت (۱۳۹۵) |
| -------------------------------------------- | ------------ | ------------ | ------------ |
| منطقهٔ ۷ (جنوب غرب) تبریز                     | ۴۸٬۴۵۴       | ۱۴۳٬۴۶۰      | ۱۵۵٬۸۷۲      |
| کوجووار (الحاق به منطقهٔ ۷ تبریز در سال ۱۳۹۷) | ۵٬۶۶۱        | ۵٬۹۶۵        | ۶٬۰۰۱        |

## محله‌های منطقه ۷ تبریز
محله‌های اصلی جنوب غرب تبریز (منطقهٔ ۷) عبارتند از:
1. آخماقیه (شهرک شهید چمران)
2. اشرفی لاله (لاله)
3. برادران
4. بهاران
5. خلجان
6. دیزل‌آباد
7. رسالت
8. رواسان
9. شهرک اندیشه
10. شهید باکری
11. قوروخ کوشنی
12. کوجووار
13. کوی لاله
14. کوی مکرر
15. نور
16. سردرود

## ادارات و سازمان‌ها
ادارات و سازمان‌های دولتی واقع در جنوب غرب تبریز (منطقهٔ ۷) عبارتند از:
1. ادارهٔ کل کتابخانه‌های عمومی استان
2. سازمان آرامستان‌ها
3. آرامستان وادی رحمت شهر تبریز
4. شهرداری منطقهٔ ۷
5. کانون پرورش فکری کودکان و نوجوانان استان
6. کتابخانه مرکزی تبریز

## مراکز تفریحی
منطقهٔ ۷ شهرداری تبریز، به دلیل واقع‌شدن در ابتدای ورودی جنوب غربی تبریز، بوستان‌های متعددی را در خود گنجانده است. از جملهٔ این بوستان‌ها می‌توان به بوستان‌های آخماقیه، پونک، چشم‌انداز، ستارخان، صفا و نیلوفر اشاره کرد.

## مراکز فرهنگی
«کتابخانهٔ عمومی شهید خلیل فاتح» که به تازگی افتتاح گردیده است، تنها کتابخانهٔ عمومی در سطح منطقهٔ ۷ تبریز محسوب می‌گردد.
«خانهٔ فرهنگ اندیشه» نیز یکی دیگر از مراکز فرهنگی منطقهٔ ۷ تبریز است که در تیرماه سال ۱۳۸۵ خورشیدی افتتاح شده است.

## صنعت
منطقهٔ ۷ شهرداری تبریز، یکی از مراکز بزرگ صنعتی در شهر تبریز و حتی در کل ایران محسوب می‌شود. مراکز متعدد صنعتی، از جمله کارخانجات شرکت تراکتورسازی ایران، پالایشگاه نفت تبریز، نیروگاه حرارتی و گازی تبریز، پتروشیمی تبریز و … در این منطقه فعالیت می‌کنند.